# ベネディクテ (デンマーク王女)
ベネディクテ・アストリズ・インゲボー・イングリズ・ア・ダンマーク（デンマーク語: Benedikte Astrid Ingeborg Ingrid af Danmark, 1944年4月24日 - ）は、デンマーク国王フレゼリク9世と王妃イングリッドの次女。デンマーク前女王マルグレーテ2世の妹、最後のギリシャ王妃アンナ＝マリアの姉。

## 経歴
1968年2月3日、フレゼンスボー宮殿においてザイン＝ヴィトゲンシュタイン侯家家長のザイン＝ヴィトゲンシュタイン＝ベルレブルク侯子リヒャルトと結婚した。父王フレゼリク9世は、ベネディクテの子供たちが、デンマーク王位継承権の保持のためにデンマーク国内で成育する必要はないとの布告を出した。しかし結局、ベネディクテの3人の子供たちにはデンマーク王位継承権が認められていない。
ベネディクテはデンマーク国内外でのガールスカウト活動に深く関わり、様々なスカウト組織で役職を務めている。
1998年、2018年来日。

## 子女
夫のリヒャルトとの間に子女3人(1男2女)がある。
- グスタフ・フリードリヒ・フィリップ・リヒャルト（英語版）（1969年 - ）
- アレクサンドラ・ローゼマリー・イングリート・ベネディクテ（英語版）（1970年 -  ） - プファイル・ウント・クライン＝エルグート伯爵イェファーゾーンと結婚、のちに離婚。
- ナタリー・クセニア・マルガレーテ・ベネディクテ（1975年 - ） - アレクサンダー・ヨハンスマンと結婚。